# Weene

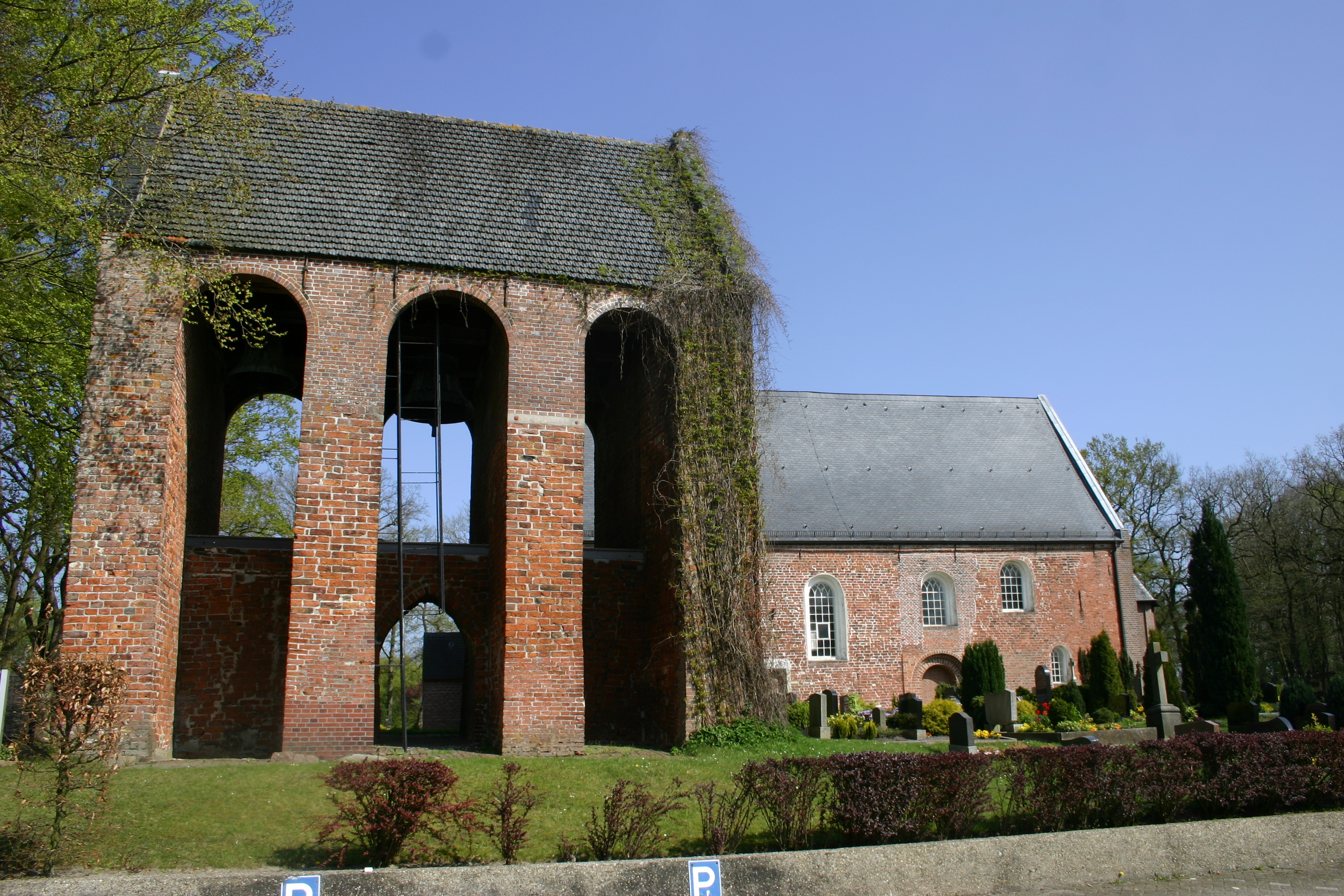
Nikolaikirche Weene

Weene ist ein Dorf in Ostfriesland. Politisch gehört es zu Ostersander, einem Ortsteil der Gemeinde Ihlow im Landkreis Aurich.
Der Name des Ortes wird allgemein als geweihte Stätte gedeutet. Weene entwickelte sich um die im 12. Jahrhundert auf einem unbesiedelten Platz zwischen Schirum und Ostersander auf einer Warft am Krummen Tief errichtete Nikolaikirche. Sie war die Kirche für die Ortschaften Westersander, Ostersander und das später dazugekommene Lübbertsfehn mit den Dörfern Ihlowerhörn und Hüllenerfehn.
Urkundlich wird das Dorf 1420 im Stader Copiar als Wene genannt. im Ostfriesischen Urkundenbuch ist für 1441 die Bezeichnung to Weene überliefert. In den vergangenen Jahrzehnten ist Weene mit Ostersander fast zu einem übergangslosen Ortsteil zusammengewachsen. Gemeinsam mit Ostersander hatte Weene im Oktober 2013 772 Einwohner.